# Planorbella binneyi
Planorbella binneyi är en snäckart som först beskrevs av Tryon 1867.  Planorbella binneyi ingår i släktet Planorbella och familjen posthornssnäckor. Inga underarter finns listade i Catalogue of Life.